# Leptospermum petersonii
Leptospermum petersonii là một loài thực vật có hoa trong Họ Đào kim nương. Loài này được F.M.Bailey mô tả khoa học đầu tiên năm 1905.

## Hình ảnh

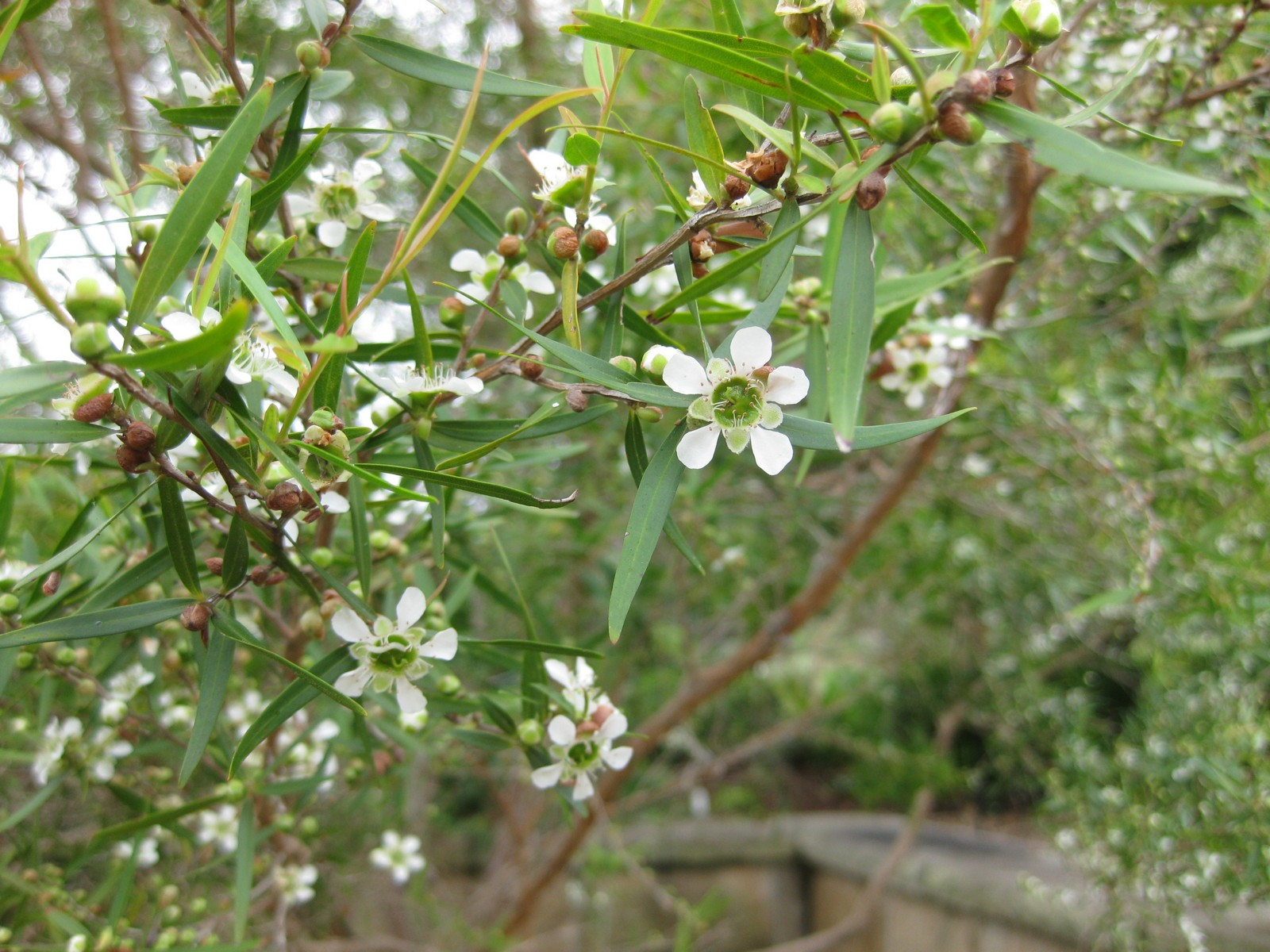
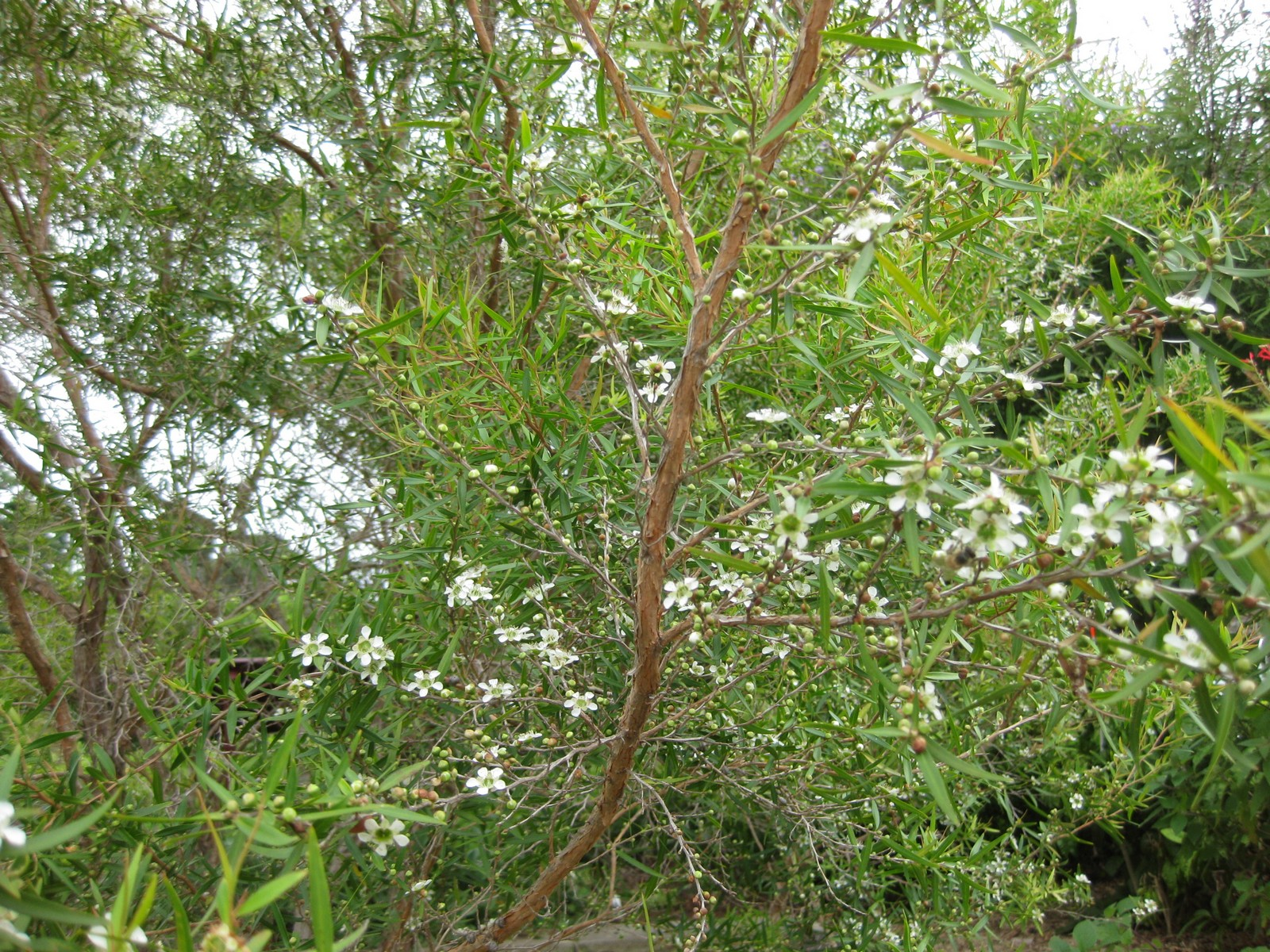
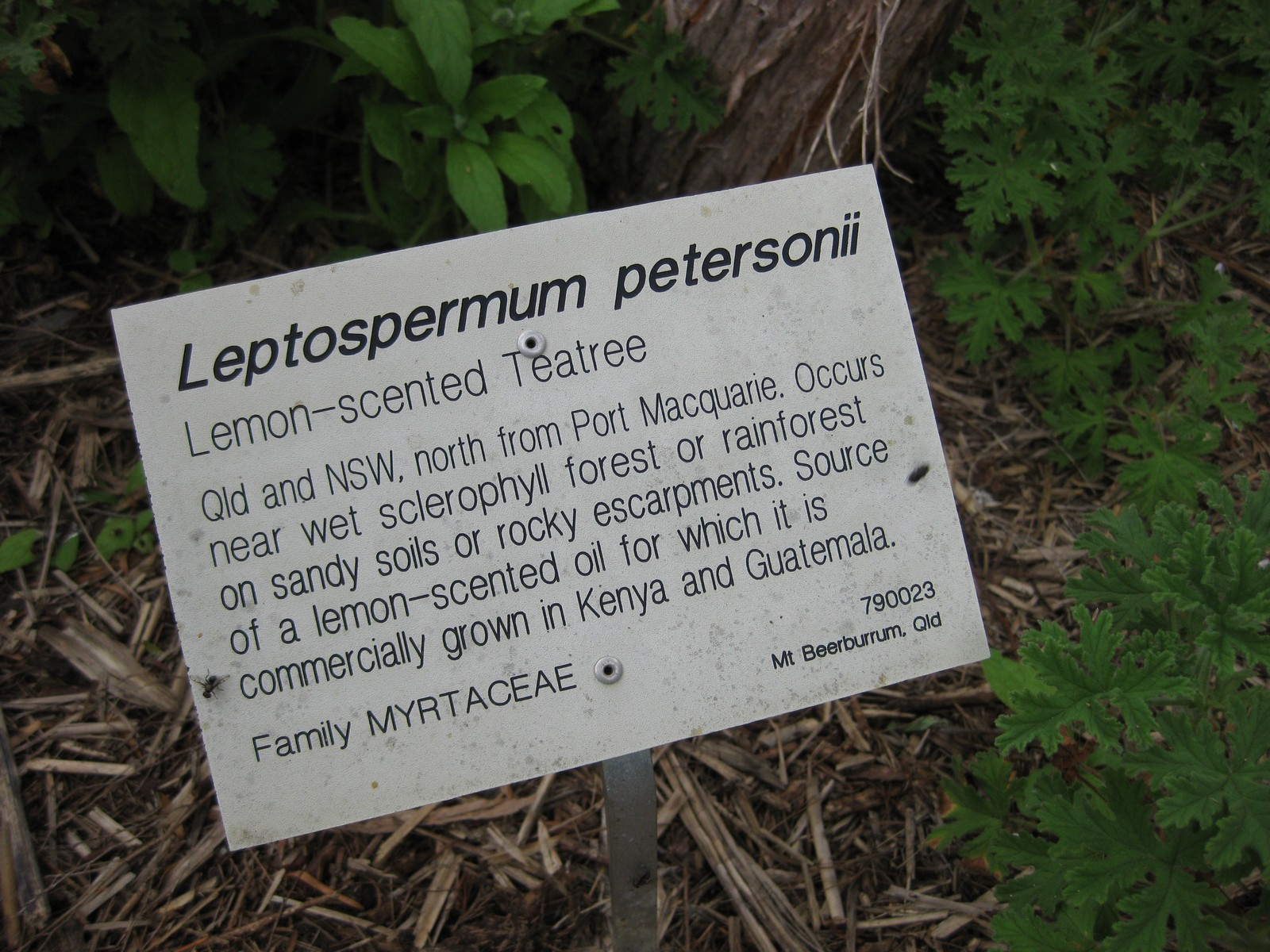